# Siège d'Alep (1980-1981)
Pour les articles homonymes, voir Siège d'Alep (homonymie).
 (décembre 2019).
Si vous disposez d'ouvrages ou d'articles de référence ou si vous connaissez des sites web de qualité traitant du thème abordé ici, merci de compléter l'article en donnant les références utiles à sa vérifiabilité et en les liant à la section « Notes et références ».

Vue aérienne d'Alep dans les années 1970. En rouge, la citadelle d'Alep, utilisée comme base de l'armée syrienne. En vert, zones de répression ou de massacres.

Le siège d'Alep, qui se déroule du 1er avril 1980 à février 1981, est une opération militaire du régime syrien de Hafez al-Assad contre les Frères musulmans en Syrie, lors de leur insurrection. Les forces gouvernementales ont commis à cette occasion ce qui est considéré[Par qui ?] comme des massacres, suivis par le massacre de Hama en février 1982.